# Catherine Zeta-Jones
Catherine Zeta-Jones CBE (Swansea, 25 de setembro de 1969), é uma atriz e cantora galesa. Recebeu vários prêmios ao longo de sua carreira, incluindo um Óscar, um BAFTA, um Tony e três SAG Awards. Em 2011, foi nomeada Comandante da Ordem do Império Britânico (CBE) por seu trabalho humanitário e nas artes cênicas.
Quando criança, desempenhou papéis nos musicais Annie e Bugsy Malone do West End. No cinema, sua estreia veio no malsucedido filme franco-italiano Sherazade (1990), ela teve maior destaque com um papel regular na série de televisão britânica The Darling Buds of May (1991-1993). Em seguida, Zeta-Jones mudou-se para Los Angeles e se estabeleceu em Hollywood com papéis que destacaram seu apelo sexual, como no filme de ação A Máscara do Zorro (1998) e Armadilha (1999).
Recebeu aclamação da crítica por suas atuações em Traffic (2000) e como Velma Kelly no musical Chicago (2002), ganhando o Oscar de Melhor Atriz Coadjuvante por este último. Durante grande parte da década, Zeta-Jones protagonizou filmes de grande visibilidade, incluindo a comédia O Amor Custa Caro (2003), Doze Homens e Outro Segredo (2004), O Terminal (2004) e Sem Reservas (2007). De volta ao teatro, ela interpretou o papel principal no revival A Little Night Music (2009) da Broadway, ganhando um prêmio Tony. Nos anos de 2010, Zeta-Jones continuou a trabalhar estrelando filmes no cinema, entre eles, Terapia de Risco (2013), Red 2 - Aposentados e Ainda Mais Perigosos (2013) e O Exército do Papai (2016), além da minissérie televisiva Feud: Bette & Joan (2017), em que retratou a atriz Olivia de Havilland.
Além de atuar, Zeta-Jones apoia várias instituições de caridade e causas, e é um rosto conhecido de muitas marcas famosas. Sua luta contra a depressão e o transtorno bipolar foi muito discutido pela mídia. É casada com o ator americano Michael Douglas, com quem tem dois filhos.

## Biografia
Sua carreira artística começou ainda cedo. Antes dos dez anos de idade, Catherine já cantava e dançava na companhia teatral de uma congregação católica. Aos 15 anos, deixou Swansea e foi para Londres, tentar fazer sucesso nos palcos. Estreou no cinema em 1990, no filme Les mille et une nuits do diretor francês Philippe de Broca. Em 1991, participou da série britânica The Darling Buds of May. Em 1992 e 1993 participou do seriado The Young Indiana Jones Chronicles. Em 1995, estrelou no papel-título da minissérie Catherine the Great, sobre a imperatriz russa Catarina II.
Em 1996, Catherine estrelou no filme The Phantom e num mal-sucedido filme para a rede de televisão americana CBS sobre o naufrágio do Titanic. Apesar do fracasso deste último, foi graças a ele que Catherine conquistou sucesso internacional no ano seguinte. Steven Spielberg viu o filme e ficou encantado com o talento da atriz, indicando-a para o papel feminino principal de A Máscara do Zorro, onde atuou ao lado do ator espanhol Antonio Banderas. Em 1999, protagonizou A Armadilha, ao lado de Sean Connery. No mesmo ano, estrelou em The Haunting, ao lado de Liam Neeson e Owen Wilson.
Em 2000, Catherine, grávida do primeiro filho, estrelou no controverso Traffic, dirigido por Steven Soderbergh, que conta ainda com seu marido Michael Douglas, além de Benicio Del Toro e Dennis Quaid. Uma de suas maiores conquistas profissionais veio em 2003 com o Oscar de melhor atriz secundária pelo filme Chicago. Desde então, Catherine vem fazendo aparições esporádicas em filmes como Intolerable Cruelty, The Terminal e Ocean's Twelve. Estrelou também na continuação de A Máscara do Zorro, intitulada The Legend of Zorro.
Catherine sofre de transtorno bipolar.

### Vida pessoal
Michael Douglas, ao ver A Máscara do Zorro, encantou-se com a beleza de Catherine, e durante o Festival de Deauville, em Setembro de 1998, onde Michael divulgava Um Crime Perfeito, pediu ao amigo Antonio Banderas que apresentasse os dois. Catherine e Michael casaram em Novembro de 2000, após pouco mais de dois anos de namoro. Juntos, têm dois filhos: Dylan Michael Douglas (n. 8 de agosto de 2000) e Carys Zeta Douglas (n. 20 de abril de 2003). Catherine é madrasta de Cameron Douglas (n. 13 de dezembro de 1978), filho de Michael e Diandra Luker (esta união durou até 2000).

## Árvore genealógica
|                 |                 |                 |                 |                 |                 |  |  |                       |                       |                       |                       |                       |                       |  |  |                      |                      |                      |                      |                      |                      |  |  |                |                |                |                |                |                |              |              |               |               |               |               |               |               |  |  |               |               |               |               |               |               |              |              |               |               |               |               |               |               |  |  |  |  |  |  |  |  |
|                 |                 |                 |                 |                 |                 |  |  | Diana Douglas         | Diana Douglas         | Diana Douglas         | Diana Douglas         | Diana Douglas         | Diana Douglas         |  |  |                      |                      |                      |                      |                      |                      |  |  |                |                | Kirk Douglas   | Kirk Douglas   | Kirk Douglas   | Kirk Douglas   | Kirk Douglas | Kirk Douglas |               |               |               |               |               |               |  |  |               |               | Anne Buydens  | Anne Buydens  | Anne Buydens  | Anne Buydens  | Anne Buydens | Anne Buydens |               |               |               |               |               |               |  |  |  |  |  |  |  |  |
|                 |                 |                 |                 |                 |                 |  |  | Diana Douglas         | Diana Douglas         | Diana Douglas         | Diana Douglas         | Diana Douglas         | Diana Douglas         |  |  |                      |                      |                      |                      |                      |                      |  |  |                |                | Kirk Douglas   | Kirk Douglas   | Kirk Douglas   | Kirk Douglas   | Kirk Douglas | Kirk Douglas |               |               |               |               |               |               |  |  |               |               | Anne Buydens  | Anne Buydens  | Anne Buydens  | Anne Buydens  | Anne Buydens | Anne Buydens |               |               |               |               |               |               |  |  |  |  |  |  |  |  |
|                 |                 |                 |                 |                 |                 |  |  |                       |                       |                       |                       |                       |                       |  |  |                      |                      |                      |                      |                      |                      |  |  |                |                |                |                |                |                |              |              |               |               |               |               |               |               |  |  |               |               |               |               |               |               |              |              |               |               |               |               |               |               |  |  |  |  |  |  |  |  |
|                 |                 |                 |                 |                 |                 |  |  |                       |                       |                       |                       |                       |                       |  |  |                      |                      |                      |                      |                      |                      |  |  |                |                |                |                |                |                |              |              |               |               |               |               |               |               |  |  |               |               |               |               |               |               |              |              |               |               |               |               |               |               |  |  |  |  |  |  |  |  |
|                 |                 |                 |                 |                 |                 |  |  |                       |                       |                       |                       |                       |                       |  |  |                      |                      |                      |                      |                      |                      |  |  |                |                |                |                |                |                |              |              |               |               |               |               |               |               |  |  |               |               |               |               |               |               |              |              |               |               |               |               |               |               |  |  |  |  |  |  |  |  |
| Diandra Luker   | Diandra Luker   | Diandra Luker   | Diandra Luker   | Diandra Luker   | Diandra Luker   |  |  | Michael Douglas       | Michael Douglas       | Michael Douglas       | Michael Douglas       | Michael Douglas       | Michael Douglas       |  |  | Catherine Zeta-Jones | Catherine Zeta-Jones | Catherine Zeta-Jones | Catherine Zeta-Jones | Catherine Zeta-Jones | Catherine Zeta-Jones |  |  | Joel Douglas   | Joel Douglas   | Joel Douglas   | Joel Douglas   | Joel Douglas   | Joel Douglas   |              |              | Peter Douglas | Peter Douglas | Peter Douglas | Peter Douglas | Peter Douglas | Peter Douglas |  |  | Lisa Schoeder | Lisa Schoeder | Lisa Schoeder | Lisa Schoeder | Lisa Schoeder | Lisa Schoeder |              |              | Eric Douglas  | Eric Douglas  | Eric Douglas  | Eric Douglas  | Eric Douglas  | Eric Douglas  |  |  |  |  |  |  |  |  |
| Diandra Luker   | Diandra Luker   | Diandra Luker   | Diandra Luker   | Diandra Luker   | Diandra Luker   |  |  | Michael Douglas       | Michael Douglas       | Michael Douglas       | Michael Douglas       | Michael Douglas       | Michael Douglas       |  |  | Catherine Zeta-Jones | Catherine Zeta-Jones | Catherine Zeta-Jones | Catherine Zeta-Jones | Catherine Zeta-Jones | Catherine Zeta-Jones |  |  | Joel Douglas   | Joel Douglas   | Joel Douglas   | Joel Douglas   | Joel Douglas   | Joel Douglas   |              |              | Peter Douglas | Peter Douglas | Peter Douglas | Peter Douglas | Peter Douglas | Peter Douglas |  |  | Lisa Schoeder | Lisa Schoeder | Lisa Schoeder | Lisa Schoeder | Lisa Schoeder | Lisa Schoeder |              |              | Eric Douglas  | Eric Douglas  | Eric Douglas  | Eric Douglas  | Eric Douglas  | Eric Douglas  |  |  |  |  |  |  |  |  |
|                 |                 |                 |                 |                 |                 |  |  |                       |                       |                       |                       |                       |                       |  |  |                      |                      |                      |                      |                      |                      |  |  |                |                |                |                |                |                |              |              |               |               |               |               |               |               |  |  |               |               |               |               |               |               |              |              |               |               |               |               |               |               |  |  |  |  |  |  |  |  |
|                 |                 |                 |                 |                 |                 |  |  |                       |                       |                       |                       |                       |                       |  |  |                      |                      |                      |                      |                      |                      |  |  |                |                |                |                |                |                |              |              |               |               |               |               |               |               |  |  |               |               |               |               |               |               |              |              |               |               |               |               |               |               |  |  |  |  |  |  |  |  |
|                 |                 |                 |                 |                 |                 |  |  |                       |                       |                       |                       |                       |                       |  |  |                      |                      |                      |                      |                      |                      |  |  |                |                |                |                |                |                |              |              |               |               |               |               |               |               |  |  |               |               |               |               |               |               |              |              |               |               |               |               |               |               |  |  |  |  |  |  |  |  |
| Cameron Douglas | Cameron Douglas | Cameron Douglas | Cameron Douglas | Cameron Douglas | Cameron Douglas |  |  | Dylan Michael Douglas | Dylan Michael Douglas | Dylan Michael Douglas | Dylan Michael Douglas | Dylan Michael Douglas | Dylan Michael Douglas |  |  | Carys Zeta Douglas   | Carys Zeta Douglas   | Carys Zeta Douglas   | Carys Zeta Douglas   | Carys Zeta Douglas   | Carys Zeta Douglas   |  |  | Kelsey Douglas | Kelsey Douglas | Kelsey Douglas | Kelsey Douglas | Kelsey Douglas | Kelsey Douglas |              |              | Tyler Douglas | Tyler Douglas | Tyler Douglas | Tyler Douglas | Tyler Douglas | Tyler Douglas |  |  | Ryan Douglas  | Ryan Douglas  | Ryan Douglas  | Ryan Douglas  | Ryan Douglas  | Ryan Douglas  |              |              | Jason Douglas | Jason Douglas | Jason Douglas | Jason Douglas | Jason Douglas | Jason Douglas |  |  |  |  |  |  |  |  |
| Cameron Douglas | Cameron Douglas | Cameron Douglas | Cameron Douglas | Cameron Douglas | Cameron Douglas |  |  | Dylan Michael Douglas | Dylan Michael Douglas | Dylan Michael Douglas | Dylan Michael Douglas | Dylan Michael Douglas | Dylan Michael Douglas |  |  | Carys Zeta Douglas   | Carys Zeta Douglas   | Carys Zeta Douglas   | Carys Zeta Douglas   | Carys Zeta Douglas   | Carys Zeta Douglas   |  |  | Kelsey Douglas | Kelsey Douglas | Kelsey Douglas | Kelsey Douglas | Kelsey Douglas | Kelsey Douglas |              |              | Tyler Douglas | Tyler Douglas | Tyler Douglas | Tyler Douglas | Tyler Douglas | Tyler Douglas |  |  | Ryan Douglas  | Ryan Douglas  | Ryan Douglas  | Ryan Douglas  | Ryan Douglas  | Ryan Douglas  |              |              | Jason Douglas | Jason Douglas | Jason Douglas | Jason Douglas | Jason Douglas | Jason Douglas |  |  |  |  |  |  |  |  |

## Filmografia

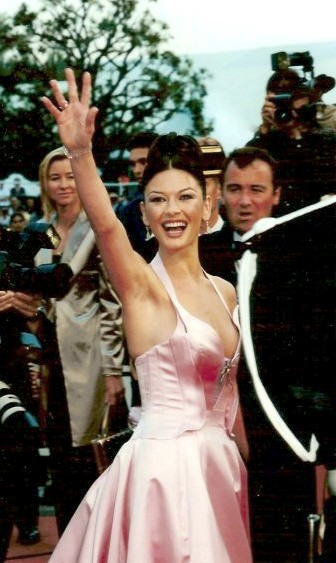
Catherine Zeta-Jones no Festival de Cannes em 1999.

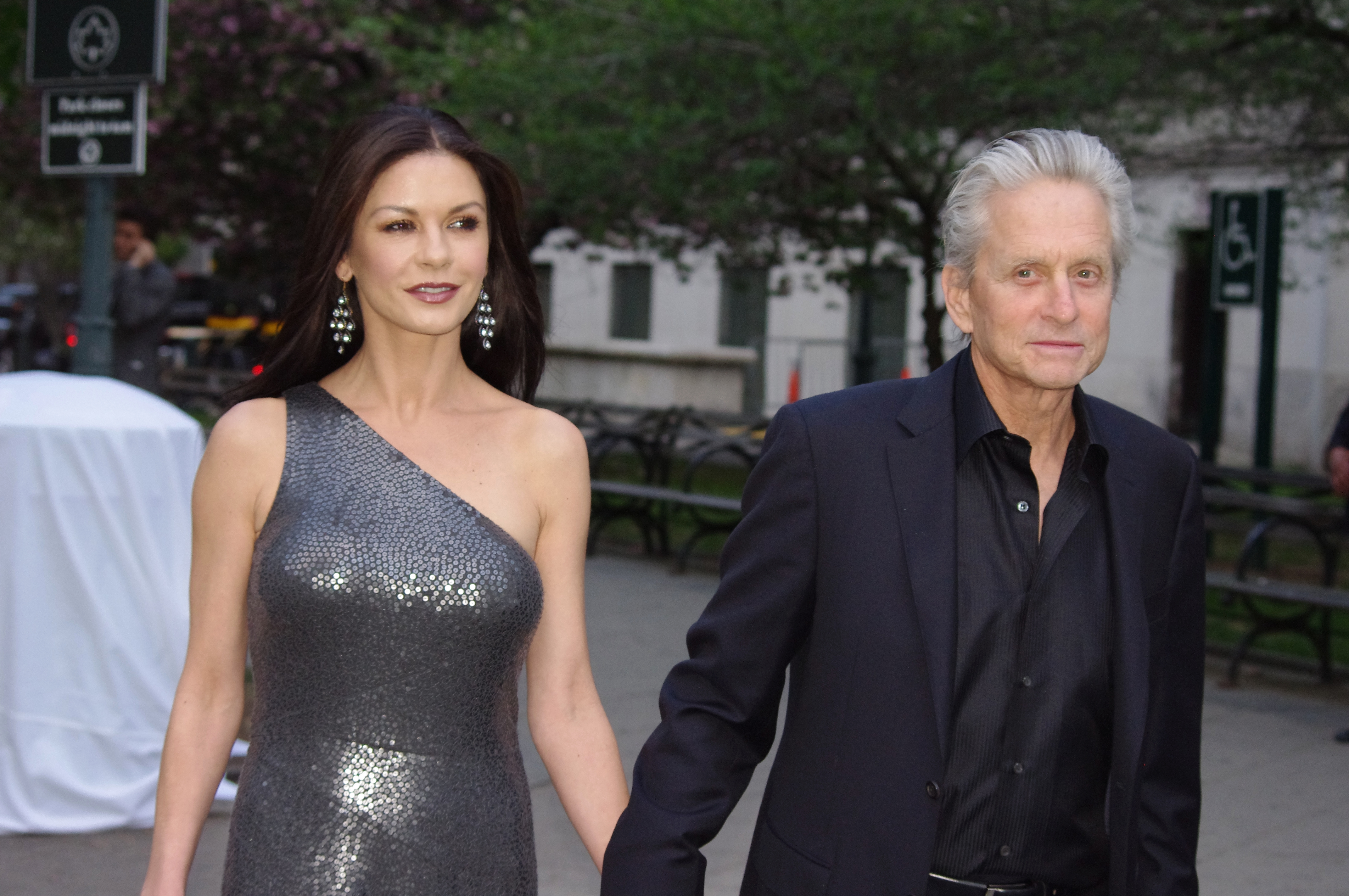
Catherine e o marido, Michael Douglas, em 2012

| Ano       | Título                                           | Personagem                     |
| --------- | ------------------------------------------------ | ------------------------------ |
| 2016      | Dad's Army                                       | Rose Winters                   |
| 2013      | RED 2                                            | Katja                          |
| 2013      | Side Effects (2013)                              | Dr. Victoria Siebert           |
| 2013      | Broken City                                      | Cathleen Hostetler             |
| 2012      | Rock Of Ages                                     | Patricia Whitmore              |
| 2012      | Playing for Keeps                                | Denise                         |
| 2012      | O Dobro ou Nada                                  | Tulip                          |
| 2009      | The Rebound                                      | Sandy                          |
| 2008      | Death Defying Acts                               | Mary McGarvie                  |
| 2007      | No Reservations                                  | Kate                           |
| 2005      | A Lenda do Zorro                                 | Elena De La Vega               |
| 2004      | Ocean's Twelve                                   | Isabel Lahiri                  |
| 2004      | The Terminal                                     | Amelia Warren                  |
| 2003      | Intolerable Cruelty                              | Marylin                        |
| 2003      | Sinbad: Legend of the Seven Seas                 | Marina (voz)                   |
| 2002      | Chicago                                          | Velma Kelly                    |
| 2001      | America's Sweethearts                            | Gwen Harrison                  |
| 2000      | Traffic                                          | Helena Ayala                   |
| 2000      | High Fidelity                                    | Charlie Nicholson              |
| 1999      | The Haunting                                     | Theo                           |
| 1999      | Entrapment                                       | Virginia Baker                 |
| 1998      | A Mascara do Zorro                               | Elena Montero / Elena Murrieta |
| 1996      | The Phantom                                      | Sala                           |
| 1995      | Blue Juice                                       | Chloe                          |
| 1995      | Catherine the Great                              | Catherine II                   |
| 1993      | Splitting Heirs                                  | Kitty                          |
| 1992      | Christopher Columbus: The Discovery              | Beatriz                        |
| 1990      | Les 1001 nuits                                   | Xerazade                       |
| Televisão |                                                  |                                |
| Ano       | Título                                           | Personagem                     |
| 2022      | A Lenda do Tesouro Perdido:No Limiar da História | Billie Pearce                  |
| 2022      | Wednesday                                        | Mortícia Addams                |
| 2017      | Feud                                             | Olivia de Havilland            |
| 1996      | Titanic                                          | Isabella Paradine              |
| 1994      | The Return of the Native                         | Eustacia Vye                   |
| 1994      | The Cinder Path                                  | Victoria Chapman               |
| 1992      | The Adventures of Young Indiana Jones            | Maya                           |
| 1992      | Coup de foudre                                   | Unknown                        |
| 1991-1993 | The Darling Buds of May                          | Mariette                       |
| 1991      | Out of the Blue                                  | Chirsty                        |

## Peças de teatro (musicais)
| Ano  | Título          |
| ---- | --------------- |
| 1992 | Under Milk Wood |
| 1987 | 42nd Street     |
| 1985 | The Pajama Game |
| 1983 | Bugsy Malone    |
| 1981 | Annie           |

## Discografia
- Street Scene* 1989 English National Opera Cast © 1996 Jay Records
- Les 1001 Nuits © 1990 Stars Music One
- For All Time © 1992 Sony Music Entertainment
- Jeff Wayne's Musical Version of Spartacus © 1992 Sony Music Entertainment
- True Love Ways feat. David Essex © 1994 Lamplight Music Ltd.
- In The Arms of Love © 1995 The WOW! Recording Company, Ltd.
- I Can't Help Myself © 1995 The WOW! Recording Company, Ltd.
- Chicago © 2003 Sony Music Entertainment, Inc.
- Stephen Sondheim: A Little Night Music © 2010 Nonesuch Records
- Rock of Ages: O Filme © 2012  WaterTower Music

## Prêmios
| Oscar         | Oscar                           | Oscar   | Oscar     |
| Ano           | Categoria                       | Título  | Resultado |
| ------------- | ------------------------------- | ------- | --------- |
| 2003          | Melhor Atriz coadjuvante        | Chicago | Venceu    |
| Globo de Ouro |                                 |         |           |
| Ano           | Categoria                       | Título  | Resultado |
| 2001          | Melhor Atriz coadjuvante        | Traffic | Indicada  |
| 2003          | Melhor Atriz comédia ou Musical | Chicago | Indicada  |
| SAG Awards    |                                 |         |           |
| Ano           | Categoria                       | Título  | Resultado |
| 2003          | Melhor Atriz secundária         | Chicago | Venceu    |
| BAFTA         |                                 |         |           |
| Ano           | Categoria                       | Título  | Resultado |
| 2003          | Melhor Atriz coadjuvante        | Chicago | Venceu    |

Outros prêmios
1999
- Venceu:
  - Blockbuster Entertainment Award - Melhor atriz revelação por A máscara do Zorro
  - European Film Awards Audience Award - Melhor atriz por A Armadilha
  - ShoWest Award - Melhor atriz coadjuvante do ano
- Concorreu:
  - Saturn - Melhor atriz por A máscara do Zorro
  - MTV Movie Awards - Melhor atriz por A máscara de Zorro
  - MTV Movie Awards - Melhor cena de luta por A máscara do Zorro

2000
- Venceu:
  - Blockbuster Entertainment Award - Atriz favorita (ação) por A Armadilha
- Concorreu:
  - Blockbuster Entertainment Award - Atriz favorita (horror) por The Haunting

2001
- Concorreu:
  - Blockbuster Entertainment Award - Atriz coadjuvante favorita (drama) por Traffic
  - CFCA - Melhor atriz coadjuvante por Traffic

2002
- Concorreu:
  - Empire Award - Melhor atriz britânica por Traffic

2003
- Venceu:
  - BFCS - Melhor atriz coadjuvante por Chicago
  - Evening Standard British Film Award - Melhor atriz por Chicago
  - ShoWest Award - Melhor atriz coadjuvante do ano
- Concorreu:
  - OFCS Award - Melhor atriz coadjuvante por Chicago

2005
- Venceu:
  - Hasty Pudding Theatricals - "Mulher do ano"
  - Glamour Woman of the Year - "Talento assassino"

2006
- Concorreu:
  - People's Choice Award - Estrela de ação favorita por A Lenda de Zorro